# Гарсиа, Джоанна
Джоанна Линн Гарси́а-Сви́шер (англ. JoAnna Lynne García-Swisher; 10 августа 1979, Тампа, Флорида) — американская телевизионная актриса, наиболее известная благодаря роли Чейенн Харт-Монтгомери в ситкоме The WB «Риба» (2001—2007). С тех пор она снялась в недолго просуществовавших сериалах «Добро пожаловать капитан» (CBS, 2008), «Избалованные» (The CW, 2008—2009), «Мне хорошо с тобой» (ABC, 2010—2011) и «Ветеринарная клиника» (NBC, 2012). У неё также были второстепенные роли в «Сплетница» и «Однажды в сказке», а в 2015 году Гарсиа играет главную роль в сериале ABC «Клуб жён астронавтов».

## Ранние годы
Гарсиа родилась в Тампе, где и росла. Мать — Лорейн Гарсия — домохозяйка, бывшая учительница начальной школы. Отец — Джей Гарсия — гинеколог, кубинец по национальности. Росла вместе с единственным братом — Майклом Гарсиа. Впервые начала выступать перед публикой в 10 лет, после того как прошла пробы в местном театре и была утверждена на главную роль. Там её заметили люди из Disney Channel, но её родители настояли на продолжении учёбы в местной школе, поэтому Гарсиа реализовывала себя как актриса в работе местного театра. Она была королевой бала в Католической средней школе Тампы. Во время учёбы в средней школе заинтересовала продюсеров Nickelodeon и была приглашена на съёмки 3-го сезона сериала «Боишься ли ты темноты?», для чего переезжала из Флориды в Монреаль, где снималось шоу.

## Личная жизнь
С 11 декабря 2010 года Джоанна замужем за бейсболистом Ником Свишер, с которым она встречалась 16 месяцев до их свадьбы. У супругов есть две дочери — Эмерсон Джей Свишер (род.21.05.2013) и Сейлор Стиви Свишер (род.28.06.2016).

## Частичная фильмография
| Год       |   | Русское название                | Оригинальное название            | Роль                       |
| --------- | - | ------------------------------- | -------------------------------- | -------------------------- |
| 1998      | ф | С Земли на Луну                 | From the Earth to the Moon       | Джули Шепард               |
| 1999      | с | Гриффины                        | Family Guy                       | Лиддэйн                    |
| 2000      | с | Хулиганы и ботаны               | Freaks and geeks                 | Викки Эпплби               |
| 2001      | ф | Американский пирог 2            | American Pie 2                   | Бри Бакли                  |
| 2001      | ф | Недетское кино                  | Not Another Teen Movie           | Сэнди Сью                  |
| 2001—2007 | с | Реба                            | Reba                             | Чейенн Харт-Монтгомери     |
| 2002—2006 | с | Всё лучшее в тебе               | What I Like About You            | Фиона                      |
| 2005      | с | Как я встретил вашу маму        | How I Met Your Mother            | Мэгги Уилкс                |
| 2006      | ф | Посвящение Сары                 | The Initiation of Sarah          | Корин                      |
| 2008      | с | Избалованные                    | Privileged                       | Меган Смит                 |
| 2009      | с | Сплетница                       | Gossip Girl                      | Бри Бакли                  |
| 2010      | ф | Месть подружек невесты          | Revenge of the Bridesmaids       | Паркер                     |
| 2012      | с | Дорогой доктор                  | Royal Pains                      | доктор Нина Грин           |
| 2012      | ф | О чёрт, это ты                  | Oh Fuck, It's You                | Венди Кук                  |
| 2013      | ф | Кадры                           | The Internship                   | Меган                      |
| 2013—2017 | с | Однажды в сказке                | Once upon a time                 | Ариэль                     |
| 2015      | с | Клуб жён астронавтов            | Astronaut Wives Club             | Бетти Гриссом              |
| 2017      | с | Кевин (наверно) спасает мир     | Kevin (Probably) Saves the World | Эми Кабрера Милые магнолии |
| 2020      | с | Сладкие магнолии/Милые магнолии | Sweet Magnolias                  | Мэдди Таунсенд             |